# 778年
| 千纪： | 1千纪                                                                                           |
| 世纪： | 7世纪 \| 8世纪 \| 9世纪                                                                         |
| 年代： | 740年代 \| 750年代 \| 760年代 \| 770年代 \| 780年代 \| 790年代 \| 800年代                       |
| 年份： | 773年 \| 774年 \| 775年 \| 776年 \| 777年 \| 778年 \| 779年 \| 780年 \| 781年 \| 782年 \| 783年 |
| 纪年： | 戊午年（马年）；唐大曆十三年；南诏长寿十年；日本寶龜九年；渤海国大興四十一年                    |

## 大事记
- 8月15日，巴斯克人与穆斯林结盟，伏击查理曼的后卫部队于庇里牛斯山的隆塞斯瓦耶斯隘口，击毙查理曼之侄罗兰，是為隆塞斯瓦耶斯隘口戰役，史诗《罗兰之歌》即取材于此，诗中的罗兰被塑造成传奇英雄。诸萨克森、伦巴第旋叛。
- 查理曼征服巴伐利亞。

## 出生
- 路易一世
- 趙州從諗禪師

唐憲宗李純